# Ophiosteira debitor
Ophiosteira debitor är en ormstjärneart som beskrevs av Jean Baptiste François René Koehler 1922. Ophiosteira debitor ingår i släktet Ophiosteira och familjen fransormstjärnor. Inga underarter finns listade i Catalogue of Life.